# Gynoplistia (Gynoplistia) violacea violacea
Gynoplistia (Gynoplistia) violacea violacea is een ondersoort van de tweevleugelige Gynoplistia (Gynoplistia) violacea uit de familie steltmuggen (Limoniidae). De ondersoort komt voor in het Australaziatisch gebied.